# Крістіна Фредеріка Вюртемберзька
Крістіна Фредеріка Вюртемберзька (нім. Christine Friederike von Württemberg, 28 лютого 1644 — 30 жовтня 1674) — вюртемберзька принцеса з Вюртемберзького дому, донька герцога Вюртембергу Ебергарда III та рейнграфині Анни Катерини Зальм-Кірбурзької, дружина 1-го князя Еттінген-Еттінгену Альбрехта Ернста I.

## Біографія
Народилась 28 лютого 1644 року у Штутгарті. Була сьомою дитиною та третьою донькою в родині герцога Вюртембергу Ебергарда III та його першої дружини Анни Катерини Зальм-Кірбурзької. Мала старшого брата Йоганна Фрідріха та сестер Софію Луїзу та Доротею Амалію. Інші брати померли немовлятами до її народження. Згодом сімейство поповнилося сімома молодшими дітьми, з яких шестеро досягли дорослого віку.

У 1648 році у герцогство потерпіло від епідемії бубонної чуми, яка значно скоротила населення країни.

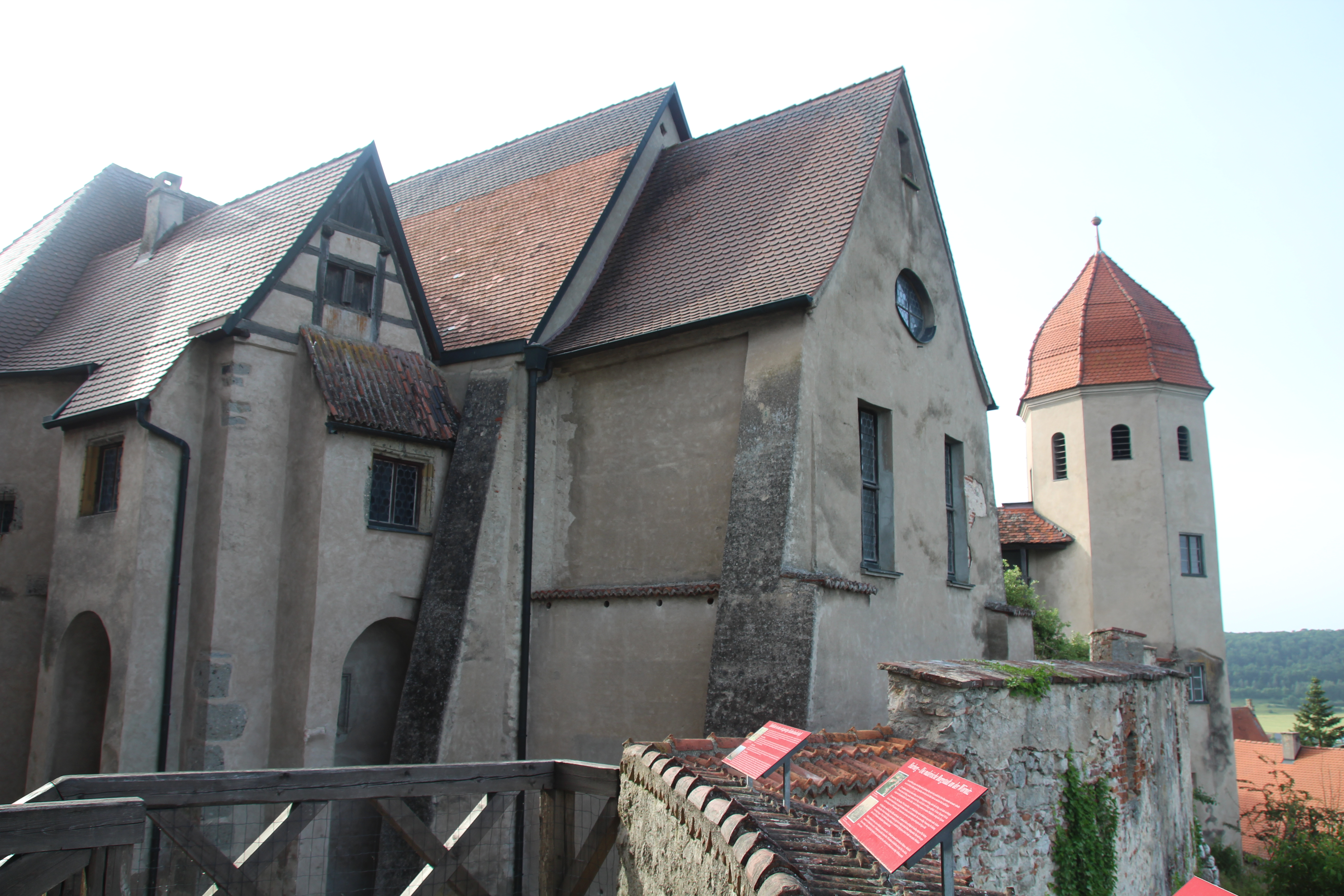
Замкова кірха Гарбургу

В 11 років Крістіна Фредеріка втратила матір. Батько за рік оженився вдруге з юною графинею Еттінген-Еттінгенською Марією Доротеєю Софією. Від цього союзу у принцеси з'явилося одинадцятеро єдинокровних сиблінгів, четверо з яких досягли дорослого віку. Найменші народилися вже після її шлюбу.
У 21-річному віці принцеса була видана в шлюб з 23-річним графом Еттінген-Еттінгену Альбрехтом Ернстом I. Наречений був меншим братом її мачухи. Весілля відбулося 7 червня 1665 року у Штутгарті. У шлюбі народила семеро дітей
У жовтні 1674 року її чоловік отримав титул імперського князя. За кілька тижнів після цього Крістіна Фредеріка пішла з життя. Була похована у замковій кірсі Гарбургу.

## Родина
Чоловік — Альбрехт Ернст I
Діти:
- Ебергардіна Софія (1666—1700) — дружина князя Східної Фризії Крістіана Ебергарда, мала десятеро дітей;
- Альбертіна Шарлотта (1668—1669) — прожила півтора роки;
- Альбрехт Ернст (1669—1731) — наступний князь Еттінген-Еттінгену у 1683—1731 роках, був одружений з Софією Луїзою Гессен-Дармштадтською, мав сина та доньку;
- Крістіна Луїза (1671—1747) — дружина герцога Бланкенбургу Людвіга Рудольфа, мала чотирьох доньок;
- Генрієтта Доротея (1672—1728) — дружина князя Нассау-Ідштайну Георга Августа, народила 12 дітей;
- Ебергард Фрідріх (1673—1674) — прожив 11 місяців;
- Емануїл (9 квітня—7 грудня 1674) — прожив 8 місяців.